# Kamenný Újezd (ort i Tjeckien, Södra Böhmen)
Kamenný Újezd är en ort i Tjeckien.   Den ligger i regionen Södra Böhmen, i den södra delen av landet, 130 km söder om huvudstaden Prag. Kamenný Újezd ligger 491 meter över havet och antalet invånare är 2 002.
Terrängen runt Kamenný Újezd är huvudsakligen platt, men västerut är den kuperad.Runt Kamenný Újezd är det ganska tätbefolkat, med 83 invånare per kvadratkilometer. Närmaste större samhälle är České Budějovice, 8,8 km norr om Kamenný Újezd. Omgivningarna runt Kamenný Újezd är en mosaik av jordbruksmark och naturlig växtlighet.